# Fossombroniaceae
Fossombroniaceae är en familj av bladmossor. Fossombroniaceae ingår i ordningen Fossombroniales, klassen Jungermanniopsida, divisionen bladmossor och riket växter. Enligt Catalogue of Life omfattar familjen Fossombroniaceae 8 arter. 
Kladogram enligt Catalogue of Life:
| Fossombroniaceae | \| \| Austrofossombronia \| \| \| \| \| \| bronior \| \| \| \| |
|                  | \| \| Austrofossombronia \| \| \| \| \| \| bronior \| \| \| \| |
|                  | Allisoniaceae                                                  |
|                  |                                                                |
|                  | Calyculariaceae                                                |
|                  |                                                                |
|                  | Makinoaceae                                                    |
|                  |                                                                |
|                  | Petalophyllaceae                                               |
|                  |                                                                |
|                  | Austrofossombronia                                             |
|                  |                                                                |
|                  | bronior                                                        |
|                  |                                                                |

|  | Austrofossombronia |
|  |                    |
|  | bronior            |
|  |                    |

## Bildgalleri

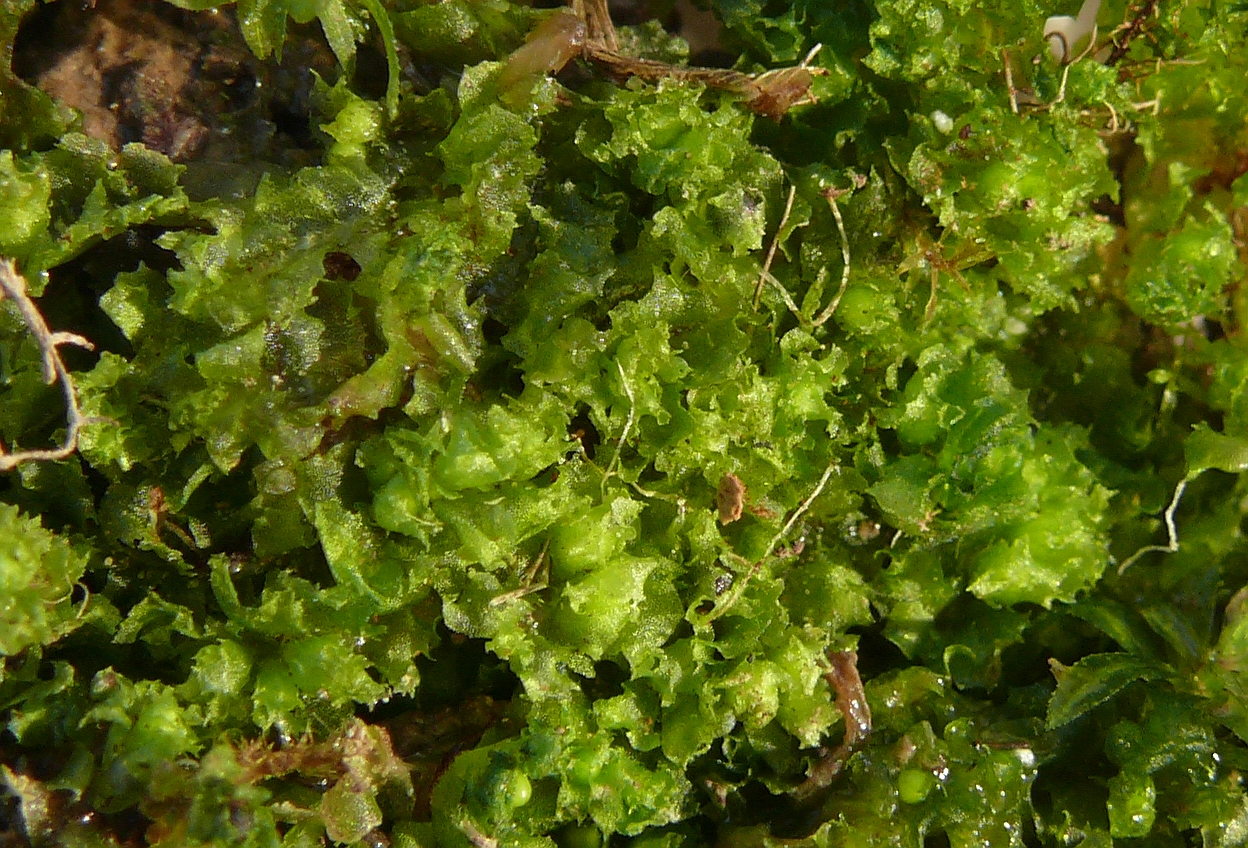
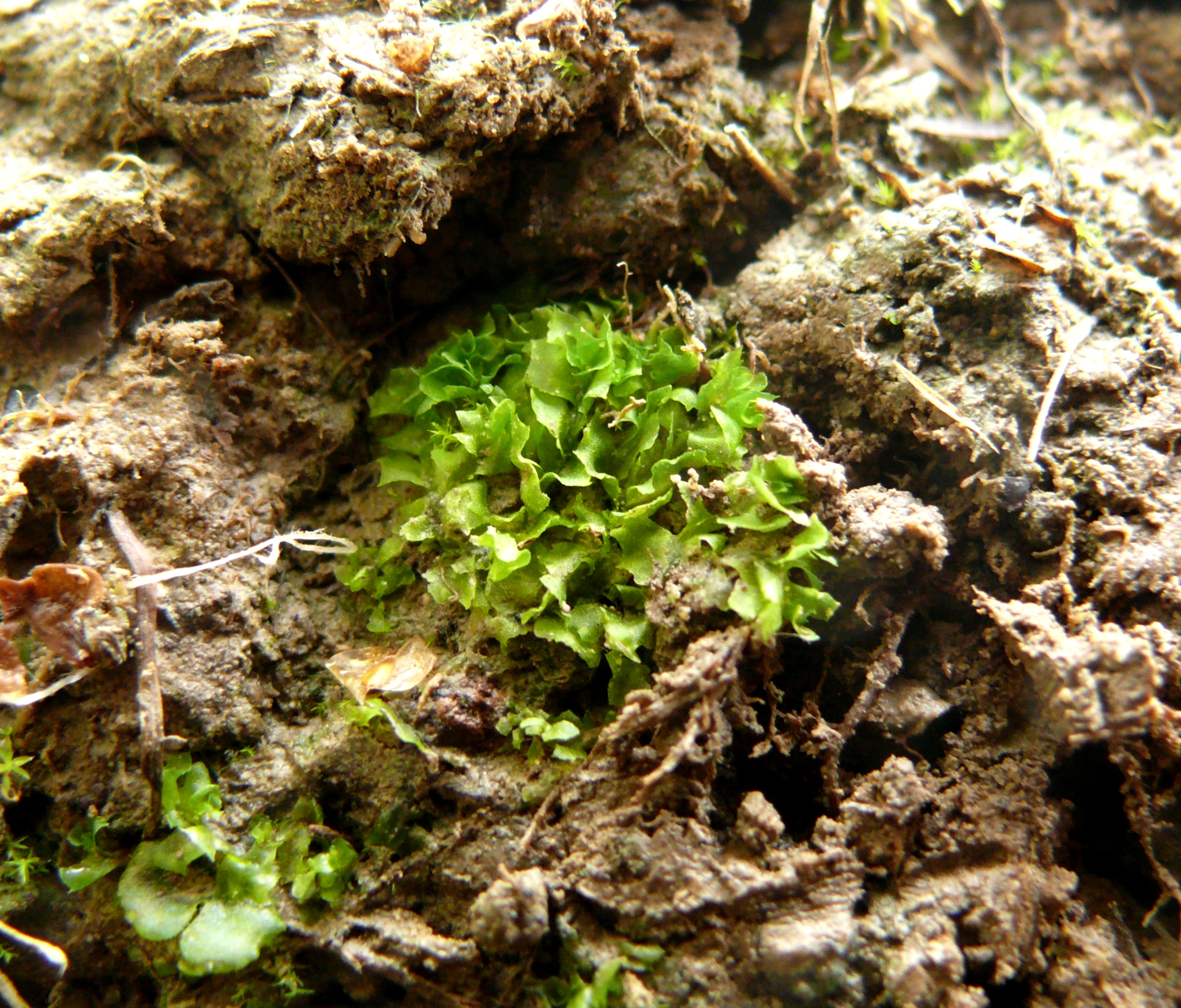
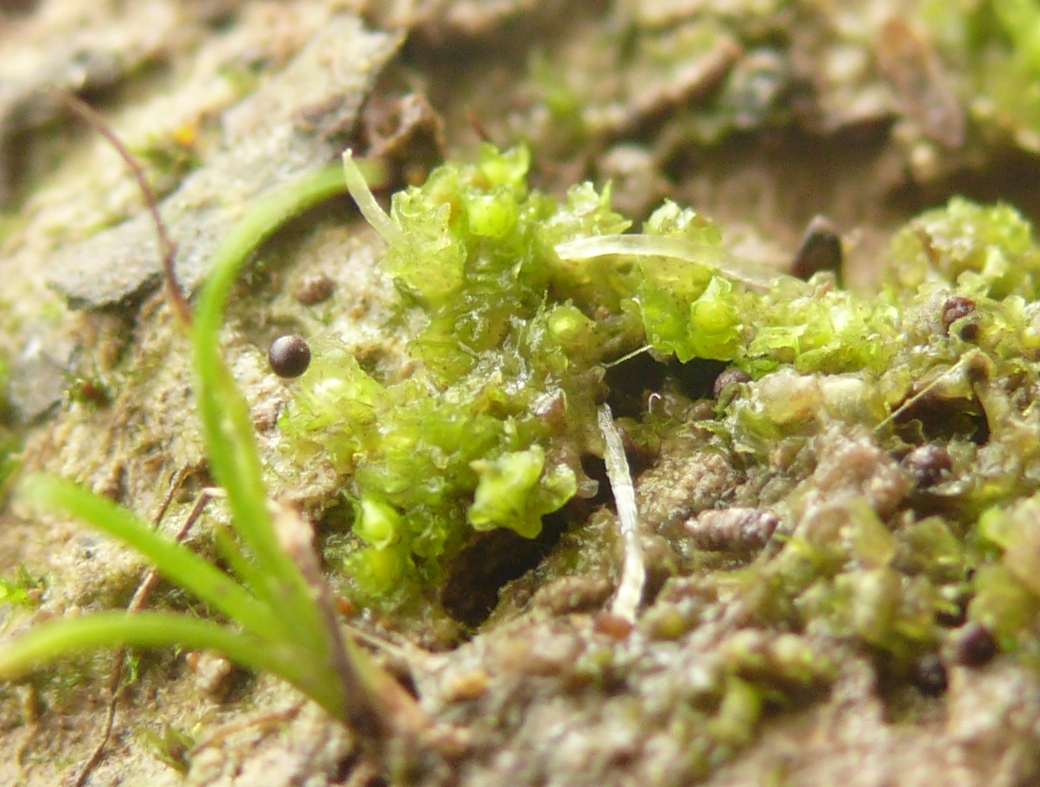